# Strzeleckie Oka

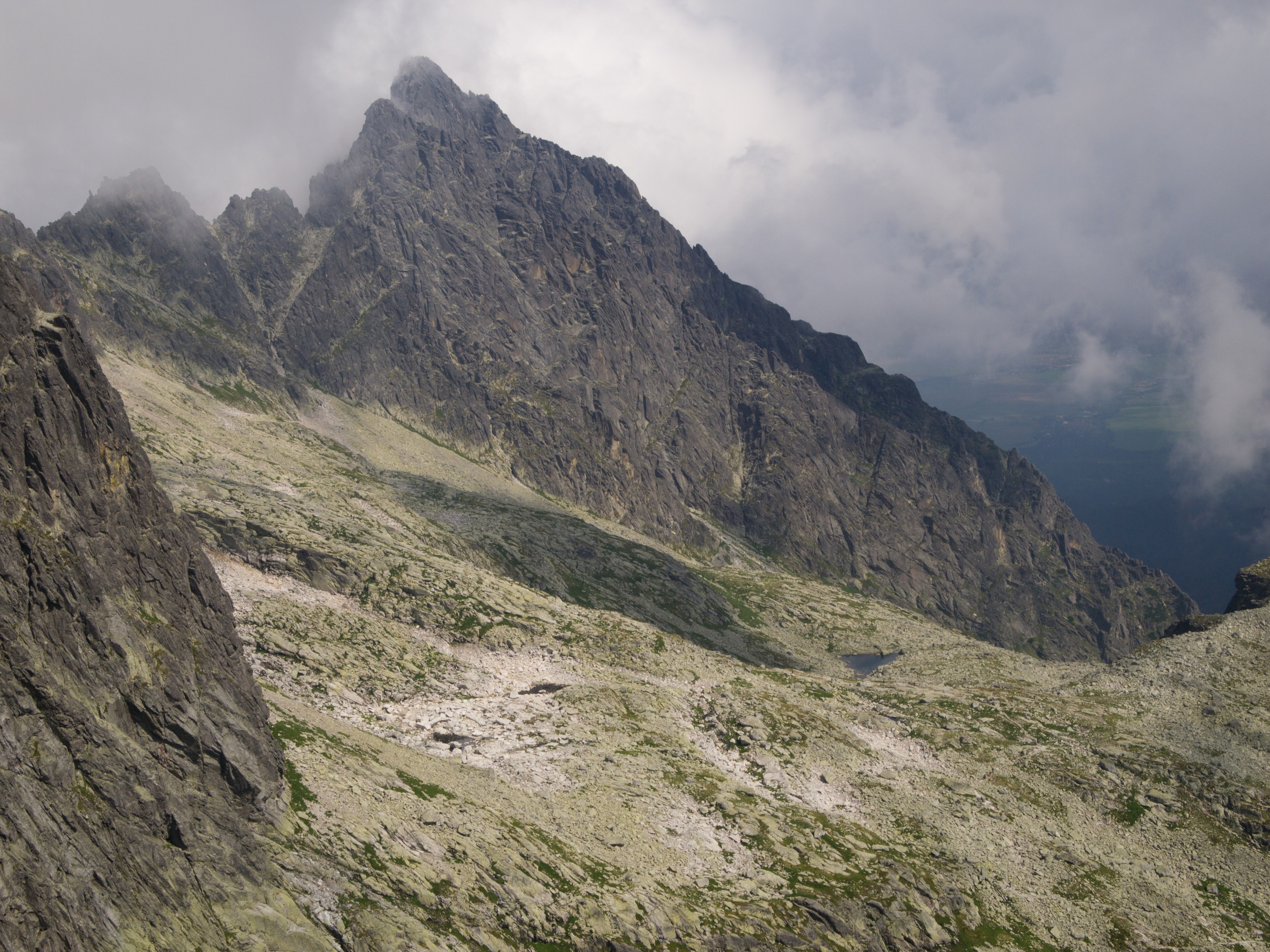
Niewielkie Strzeleckie Oka w lewej części zdjęcia

Strzeleckie Oka (słow. Vyšné Strelecké plesá) – dwa niewielkie stawki położone na wysokości ok. 2135 m n.p.m. znajdujące się w górnych partiach Doliny Staroleśnej w słowackiej części Tatr Wysokich. Strzeleckie Oka leżą w północno-zachodniej części Strzeleckich Pól, u podnóża południowej ściany Ostrego Szczytu. Do stawków tych nie prowadzą żadne znakowane szlaki turystyczne, nieco na południowy wschód od nich przebiega żółto znakowana ścieżka prowadząca z Doliny Pięciu Stawów Spiskich przez Czerwoną Ławkę do Schroniska Zbójnickiego w Dolinie Staroleśnej.